# Telipna hollandi
Telipna hollandi är en fjärilsart som beskrevs av James John Joicey och Talbot 1921. Telipna hollandi ingår i släktet Telipna och familjen juvelvingar. Inga underarter finns listade i Catalogue of Life.

## Bildgalleri

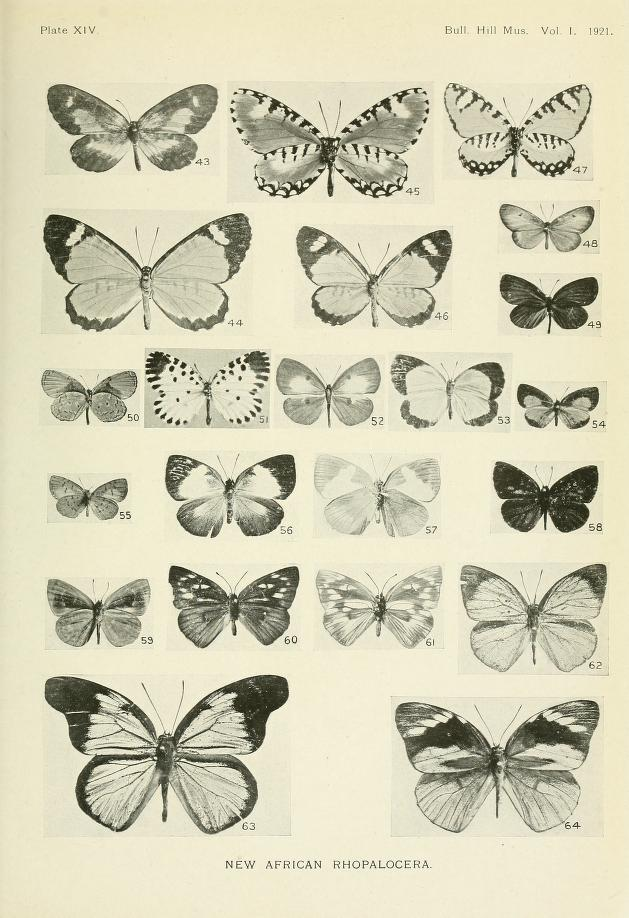
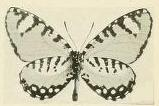